# Río San Juan (Gran Manila)
Río San Juan es uno de los principales sistemas fluviales, en el área Metropolitana de Manila (Gran Manila), al norte del país asiático de Filipinas, y es un afluente importante del río Pasig. Comienza cerca de La Presa Mesa como el río San Francisco, que oficialmente lleva el nombre del río San Juan cuando se reúne con el arroyo Mariblo en la ciudad de Quezón. Como el río San Juan, pasa a través de Quezon, la ciudad de San Juan, el distrito de Santa Mesa, Manila, y la ciudad de Mandaluyong.
Aparte del río San Francisco, el río San Juan tiene cinco arroyos como sus afluentes principales (a partir de su boca yendo río arriba):
- Arroyo de Buhangin
- Arroyo de Maytunas
- Arroyo de Salapán
- Arroyo de Dilimán
- Arroyo de Mariblo